# Salme Kann
Salme Kann  (Kanepi, 1881. január 31. – Tartu, 1957. október 26.) észt zenetanár és kórusvezető. Apja Hans Kann (1849–1932) kórusvezető és a nemzeti mozgalom résztvevője volt.

## Élete
A Szentpétervári Konzervatóriumban tanult éneket 1902 és 1904 között. Itt először Elizaveta Zwanziger énekosztályában tanult, majd 1904-től 1906-ig Carolina Giraldoninál. 1906 és 1907 között zongoraleckéket vett Theodor Leschetizkynél. Ezt követően Milánóban (1908) és Firenzében (1909–1910) folytatta a tanulmányait.
1911-ben visszatért Észtországba. Az első világháború alatt ápolónőként dolgozott Moszkvában, Voronyezsben és Penzában. 1920-tól Észtország függetlenné válásával Tartuban telepedett le. 1920-tól 1930-ig magán énektanár volt Tartuban.
1926-ban megszervezte a szakszervezeti Valgelinti Női Kórust, aminek a kórusvezetője is volt. 1928-ban a vezetésével megalakult a Tartui Asszonykórus.
1940 és 1957 között a Tartui Zeneművészeti Főiskola klasszikus ének tanáraként dolgozott . 1944. augusztus 25-től október 8-ig az iskola megbízott igazgatója volt. Tanítványai többek között Margarita Miglau, Kalmer Tennosaar és Hele Rähn voltak.

## Fordítás
- Ez a szócikk részben vagy egészben  a(z)   Канн, Салме című orosz Wikipédia-szócikk ezen változatának fordításán alapul.  Az eredeti cikk szerkesztőit annak laptörténete sorolja fel. Ez a jelzés csupán a megfogalmazás eredetét és a szerzői jogokat jelzi, nem szolgál a cikkben szereplő információk forrásmegjelöléseként.